# Libramont-Chevigny
Libramont-Chevigny er en by i Vallonien i det sydøstlige Belgien. Byen ligger i provinsen Luxembourg. Indbyggertallet er pr. 2006 på ca. 10.000 mennesker.
49°55′N 5°23′Ø / 49.917°N 5.383°Ø